# Пармон, Фёдор Максимович
Фёдор Макси́мович Пармо́н (5 июня 1939 — 17 мая 2006) — российский дизайнер одежды, доктор искусствоведения, профессор, заведующий кафедрой Московского государственного университета дизайна и технологии. Заслуженный деятель искусств Российской Федерации (2001).
Исследователь русского национального костюма, автор энциклопедического труда по искусству русского народного костюма, учебников для вузов.

## Биография
Фёдор Пармон родился 5 июня 1939 года.
Окончил факультет прикладного искусства Московского государственного текстильного института (МГУДТ).
Более 30 лет, с 1974 года и до своей смерти, бессменно возглавлял кафедру спецкомпозиции МГУДТ.
Похоронен на Хованском кладбище Москвы.